# 埃斯卡尔德斯-恩戈尔达尼
埃斯卡尔德斯-恩戈尔达尼（加泰隆尼亞語發音：[əsˈkaldəz əŋɡuɾˈðaɲ]）是安道爾的一个堂区，位於安道爾南部，與首都安道爾城、恩坎普、聖胡利婭-德洛里亞、西班牙加泰羅尼亞自治区相鄰。